# 定安 (年號)
定安（1195年四月？—1200年七月）是大理国皇帝段智兴的第五個年号，共計6年。
雲南文獻均作「安定」，根據1984年雲南大理挖色鎮高興寺遺址出土碑刻《大理國高與蘭若碑》可知，年號是「定安」，雲南文獻皆倒誤。
王崧《雲南備徵志》云「庚申宋寧宗慶元六年（1200年）七月，帝（段智興）薨」，段興廉「八月即位，改元鳳曆」，則定安終於1200年七月。
起訖年，方詩銘、李崇智、李家瑞作？－1200年，段玉明作1195年－1199年，王雲、黃德榮作1195年－1200年。

## 年號及改元出處
- 倪輅《南詔野史》：「宋孝宗乾通八年（1172）立，改元利貞，又改元亨時、元嘉、元亨、安定等號。……智興卒，在位二十九年。」
- 胡蔚《增訂南詔野史》：「南宋孝宗壬辰乾道八年（1172）即位。明年（1173），改元利貞。又改元盛德、嘉會、元亨、安定。……寧宗庚申慶元六年（1200），智興卒，在位二十八年。」
- 王崧《雲南備徵志》：「宋孝宗乾道八年（1172）立，改元利貞。……丁酉（1177），改元亨時。……辛丑（1181），改元嘉會。乙巳（1185），改元亨利，又改安定。……庚申宋寧宗慶元六年（1200）七月，帝薨，在位二十九年。」
- 諸葛元聲《滇史》：「段氏十八世智興，以宋孝宗乾道八年壬辰（1172）立，改元利貞。……淳熙八年（1181），……是歲，智興改元嘉會。……智興在位二十九年。」
- 李京《雲南志略》：「子政智立，改元利貞、盛德、嘉會、元亨、安定。在位二十九年。」
- 楊慎《滇載記》：「智興以宋孝宗乾道八年（1172）立，改元五，曰利貞、盛德、嘉會、元亨、安定。」
- 馮蘇《滇考》：「孝宗乾道八年（1172），子智興嗣，改元利貞、嘉會。……在位二十九年卒。」
- 《白古通記淺述》：「智興立二十九年。」
- 《大理国释氏戒净建绘高兴兰若篆烛碑并序》：「定安四年皇帝无大朝戊午岁正月六日。」[7]

## 纪年對照表
| 定安 | 元年   | 二年   | 三年   | 四年   | 五年   | 六年   |
| ---- | ------ | ------ | ------ | ------ | ------ | ------ |
| 公元 | 1195年 | 1196年 | 1197年 | 1198年 | 1199年 | 1200年 |
| 干支 | 乙卯   | 丙辰   | 丁巳   | 戊午   | 己未   | 庚申   |

## 同期存在的其他政權年號
- 中國
  - 紹熙（1190年－1194年）：宋－宋光宗趙惇之年號
  - 慶元（1195年－1200年）：宋－宋寧宗趙擴之年號
  - 天禧（1178年－1211年）：西遼－遼末主耶律直魯古之年號
  - 明昌（1190年－1196年）：金－金章宗完顏璟之年號
  - 承安（1196年－1200年）：金－金章宗完顏璟之年號
  - 天慶（1194年－1206年）：西夏－夏桓宗李純祐之年號
- 越南
  - 天資嘉瑞（1186年－1202年）：李朝－李龍翰之年號
- 日本 
  - 建久（1190年－1199年）：後鳥羽天皇、土御門天皇與源氏之年號
  - 正治（1199年－1201年）：土御門天皇與源氏之年號